# Коневський
Коневський (рос.: Коневский) — острів в північно-західній частині Каспійського моря, у дельті Волги. Адміністративно знаходиться в Астраханській області Росії, Камизякський район.
Острів Коневський має акумулятивне (намивне) походження. Він утворився в дельті Волги в результаті пониження рівня Каспійського моря. Найвища точка Коневського розташована на північному заході і складає 27 м над рівнем моря, тобто 60 см над рівнем Каспію. Берегові території острова заболочені.
Коневський на сході відокремлений від острова Баткачного ериком Дальній Осередок, на північному заході острів відділяє ерик Морський. Велика частина суходолу вкрита тростиною, на північному сході 1979 році ділянками ріс низькорослий ліс, рідколісся.
На ериках Середній та Лівий гніздиться колонія бакланів числом від 500 до 3000 пар (зафіксована з 1960 р). Внаслідок загибелі лісу від перезволоження, у 2002 р спостерігалось погіршення умов гніздування.